# Gamelan
Gamelan je tradicionalni muzički ansambl indonezijskog porekla koji se obično sastoji od metalofona, ksilofona, bubnjeva i gongova. Izraz gamelan se može koristiti i kao zajednički naziv za instrumente, a i za muzičare koji ih sviraju.
Iako je popularnost gamelana opala od uvođenja pop muzike, gamelan se još uvek svira u formalnim prilikama i na mnogim tradicionalnim indonezijskim ceremonijama. Za većinu Indonezijaca gamelan je sastavni deo indonezijske kulture.

## Terminologija
Reč gamelan potiče od nisko javanske reči gamel, koja se može odnositi na vrstu bata koji se koristi za udaranje u instrumente ili na čin udaranja batom. Izraz karavitan odnosi se na klasičnu gamelansku muziku i izvođenje, a dolazi od reči ravit, što znači 'zamršen' ili 'fino urađen'. Reč potiče od javanske reči sanskrtskog porekla, ravit, koja se odnosi na osećaj glatkoće i elegancije idealizovan u javanskoj muzici. Druga reč iz ovog korena, pangravit, označava osobu sa takvim smislom, a koristi se kao počast osobe kada se razgovara o cenjenim gamelanskim muzičarima. Visoko javanska reč za gamelan je gangsa. Ona je formirana bilo od reči tembaga i rejasa koje se odnose na materijale koji se koriste u konstrukciji bronzanog gamelana (bakar i kalaj), ili tiga i sedasa koje se odnose na njegove proporcije (tri i deset).

## Istorija
Gamelan prethodi hindu-budističkoj kulturi koja je dominirala Indonezijom u njenim najranijim zapisima i stoga predstavlja autohtonu umetničku formu. Za razliku od jakog indijanskog uticaja u drugim umetničkim oblicima, jedini očigledan indijski uticaj na gamelan muziku je u javanskom stilu pevanja i u temama Vajang kulita (lutkarske predstave senki).
Prema javanskoj mitologiji, gamelan je stvorio Sang Hjang Guru u šaki eri 167 (oko 230. godine), Bog koji je vladao kao kralj čitave Jave iz palate na planini Maendra u Medang Kamulanu (sada planina Lavu). Njemu je trebao signal da pozove bogove i stoga je izmislio gong. Za složenije poruke izumeo dva druga gonga, formirajući tako originalni gamelan set.
Najstarija slika muzičkog ansambla pronađena je na reljefu budističkog spomenika Boroboduru iz 8. veka u centralnoj Javi. Borobodurovi muzičari sviraju gudačke instrumente poput laute, kendang bubnjeve, suling flaute, male činele i zvona. Neki od ovih muzičkih instrumenata zaista su uključeni u kompletan gamelan orkestar. Na ovoj slici identifikovani su muzički instrumenti poput bambusove flaute, zvona, bubnjeva različitih veličina, lauta, i istorijskih gudačkih instrumenata. Međutim, nedostaju joj metalofoni i ksilofoni. Ipak, smatra se da je slika ovog muzičkog ansambla drevni oblik gamelana.
Instrumenti su se razvili u svoj sadašnji oblik tokom doba Madžapahitskog carstva. Prema natpisima i rukopisima datiranim iz perioda Madžapahita, kraljevstvo je imalo čak i vladinu kancelariju zaduženu za nadzor izvođačkih umetnosti, uključujući gamelan. Kancelarija za umetnost nadgledala je izgradnju muzičkih instrumenata, kao i zakazivanje nastupa na dvoru.
Na Baliju postoji nekoliko gamelan selondinga koji su postojali od 9. veka za vreme vladavine Šri Kesari Varmadeve. Neke reči koje se odnose na gamelan selonding pronađene su u nekim drevnim balijskim natpisima i rukopisima. Danas se gamelan selonding dobro čuva u drevnim hramovima Balija. Smatra se svetim i koristi se za verske ceremonije, posebno kada se održava velika ceremonija. Gamelan selonding je deo svakodnevnog života i kulture nekih starosedelaca u drevnim selima kao što su Bungaja, Bugbug, Seraja, Tenganan Pegringsingan, Timbrah, Asak, Ngis, Bebandem, Besakih i Selat u Karangasem reganstvu.
U palatama Jave najstariji poznati ansambli, Gamelan Mungang i Gamelan Kodok Ngorek, su iz 12. veka. Oni su bili osnova „glasnog stila” muzike. Suprotno tome, „mekani stil” se razvio iz tradicije kemanaka i povezan je sa tradicijom pevanja javanske poezije, na način za koji se često verovalo da je sličan horu koji prati savremeni ples beđaja. U 17. veku, ovi glasni i meki stilovi su pomešani, i u velikoj meri raznolikost modernih gamelan stilova Balija, Jave i Sunda, rezultat je različitih načina mešanja ovih elemenata. Dakle, uprkos prividnoj raznolikosti stilova, mnogi isti teorijski koncepti, instrumenti i tehnike postoje u tim stilovima.
U Vengker ili Ponorogo kulturi, u 15. veku Gamelan Reiog nije korišćen samo da prati umetnost Reog Ponoroga, već je korišćen i tokom rata, trupe ki Ageng Surja Alama iz sela Kutu su igrale gamelan rejog pre nego što je došlo do rata rata protiv Madžapahita, koji su bili u koaliciji napada sa Demakom tokom napada.
„Meki stil“ se razvio iz tradicije kemanaka i povezan je sa tradicijom pevanja javanske poezije, na način za koji se često veruje da je sličan refrenu koji prati moderni ples bedaja. U 17. veku, ovi glasni i tihi stilovi su se mešali, i u velikoj meri, raznovrsnost modernih gamelan stilova Balija, Jave i Sunde je rezultat različitih načina mešanja ovih elemenata. Stoga, uprkos prividnoj raznolikosti stilova, mnogi od istih teorijskih koncepata, instrumenata i tehnika su zajednički za te stilove.
U sultanatu Cirebon, na severnoj obali Jave, gamelan sakati u Keraton Kasepuhanu potiče iz Demak sultanata iz 1495. godine koji je bio poklon sultana Trengonoa od Demaka za brak Ratu Mas Njave (ćerke Radena Pataha, kralja Demaka) za princa Bratakelana (sin Sunan Gunung Jati od njegove žene Sjarifah Bagdad). Ovaj gamelan je usko povezan sa ranim danima širenja islama od strane Valija Sange na Javi. U Keraton Kasepuhanu, gamelan Sakati se igra na Idul Adha mesecu hadža (Zulhijah) u zgradi Šri Manganti kada sultan i njegovi rođaci kreću u Veliku džamiju. Ovaj gamelan se čuva u Muzeju Pusaka Keraton Kasepuhan Cirebon.
U Lamonganu, Istočna Java, postoji drevni gamelan iz 15. veka po imenu gamelan Singo Mengkok. Ovaj gamelan je nasleđe Sunan Drajata (jednog od Vali Sanga) koji je korišćen za emitovanje islamske religije u Paciranu, Lamongan. Pripremljen od strane prijatelja Sunan Drajata da prate tembang Pangkur (panguri isin Kuran) koji je napravio sam Sunan Drajat. Ovaj gamelan ansambl je akulturacija hindu-budističke i islamske kulture, s obzirom na to da su okolna zajednica hindusi, tako da je lako prihvaćen od zajednice. Gamelan Singo Mengkok se sada čuva u muzeju Sunan Drajat u Lamonganu.
U kraljevstvu islamskog Matarama, Gamelan Kanjeng Kiaj Guntur Sari je napravljen 1566. i gamelan Kanjeng Kiaj Guntur Madu je napravljen 1642. godine za vreme vladavine sultana Agunga. Oba gamelana su zvala gamelan Sekati (Gamelan Sekaten) koji se udaraju/zvuči samo da se prati ceremonija Sekatena. Gamelan Sekaten u Surakarti i Džogdžakarti koristi se jednom godišnje nedelju dana ispred Velike džamije. Ovaj gamelan svira samo kraljevska porodica i dvorjani pod strogim uslovima, noseći propisanu tradicionalnu odeću i svirajući određenu svetu muziku koja postoji vekovima. Gamelan Sekaten postoji na polovinama: podeljen između dva rivalska terena u Surakarti i Džogdžakarti, svaki teren je imao odgovarajuću drugu poluvinu.
U Sumedangu, Zapadna Java, postoji nasleđe Kraljevstva Sumedang Larang, koje sadrži gamelan Panglipur koji pripada princu Ranga Gedeu / Kusumahdinata IV (1625-1633) koji je takođe regent Matarama. Gamelan je bio napravljen kao vid utehe nakon što mu je voljeno dete umrlo. Panglipur gamelan zajedno sa 9 drugih drevnih gamelana se čuva u muzeju Prabu Geusan Ulun u Sumedang reganstvu. Jedan od deset kompleta gamelana je gamelan Sari Oneng Parakansalak iz Sukabumija, Zapadna Java, koji je 31. marta 1889. učestvovao u proslavi inauguracije Ajfelove kule u Parizu, Francuska.
Dana 5. septembra 1977, Gending ketawang puspawarna (javanska gamelan muzika) koju je stvorio Mangkunegara IV (1853-1881) nosila su dva satelita Nacionalne uprave za aeronautiku i svemir (NASA) pod nazivom Vojadžer I i Vojadžer II. Sateliti su zaduženi za posmatranje planeta u svemiru. Dva satelita su opremljena pozlaćenim bakarnim diskovima prečnika 12 inča. Ovaj disk sadrži snimljene poruke sa Zemlje za vanzemaljce koji mogu da ih pronađu.

## Literatura

### Baliski gamelan
- Balinese Music. 1991. ISBN 0-945971-30-3. by Michael Tenzer, . Included is an excellent sampler CD of Balinese Music.
- Gamelan Gong Kebyar: The Art of Twentieth-Century Balinese Music. 2000. ISBN 0-226-79283-8. by Michael Tenzer,  and .
- Music in Bali (1966) by Colin McPhee. New Haven, CT: Yale University Press.
- Music in Bali: Experiencing Music, Expressing Culture. 2007. ISBN 0-19-514149-0. by Lisa Gold, Oxford University Press, New York,  (paper)

### Javanski gamelan
- Gamelan: Cultural Interaction and Musical Development in Central Java. 1995. ISBN 0-226-78010-4. by Sumarsam,  (cloth) 0226780112 (paper)
- Music in Central Java: Experiencing Music, Expressing Culture. 2007. ISBN 0-19-514737-5. by Benjamin Brinner, Oxford University Press, New York,  (paper)
- Music in Java: History Its Theory and Its Technique. ISBN 90-247-1519-9. (1949/1973) edited by Jaap Kunst, . An appendix of this book includes some statistical data on intervals in scales used by gamelans.
- A Gamelan Manual: A Player's Guide to the Central Javanese Gamelan. 2005. ISBN 0-9550295-0-3. by Richard Pickvance, Jaman Mas Books, London,
- Kartomi, Margaret J. (2002). Eastman Studies in Music #15 ; The Gamelan Digul and the Prison Camp Musician Who Built It : An Australian Link with the Indonesian Revolution (hardcover, bibliography, index, with CD). University of Rochester Press. стр. 123. ISBN 1580460887. Генерални сажетак (maj 2006). „When the prison camp at Tanah Merah, on the Digul river in West Papua, was evacuated by the Dutch in 1943, the prisoners brought with them to Australia a gamelan they had constructed.”
- Shadow Music of Java produced by Karl Signell, Rounder CD 5060.